# Olympische Winterspiele 2006/Teilnehmer (Usbekistan)
| Gelbes Symbol für Goldmedaillen mit stilisierten Olympischen Ringen | Graues Symbol für Silbermedaillen mit stilisierten Olympischen Ringen | Braundes Symbol für Bronzemedaillen mit stilisierten Olympischen Ringen |
| ------------------------------------------------------------------- | --------------------------------------------------------------------- | ----------------------------------------------------------------------- |
| —                                                                   | —                                                                     | —                                                                       |

Usbekistan nahm an den Olympischen Winterspielen 2006 im italienischen Turin mit einer Delegation von vier Athleten, zwei Frauen und zwei Männer, teil.

## Flaggenträger
Der alpine Skirennläufer Kayrat Ermetov trug die Flagge Usbekistans sowohl während der Eröffnungs- als auch bei der Schlussfeier.

## Teilnehmer nach Sportarten

### Eiskunstlauf
- Marina Aganina/Artyom Knyazev
Paarlauf: 16. Platz – 119,55 Pkt.
- Anastasiya Gʻimazetdinova
Einzel: 29. Platz – 38,44 Pkt. (nach Kurzprogramm ausgeschieden)

### Ski Alpin
- Kayrat Ermetov
Slalom: 46. Platz – 2:20,88 (+37,74)